# Aeroportul Internațional Pécs-Pogány
Aeroportul Internațional Pécs-Pogány (IATA: PEV, ICAO: LHPP) este un aeroport din Ungaria ce deservește zona Pécs. Aeroportul a fost tranzitat în 26 octombrie 2024 de 15.008 pasageri. A fost deschis în 2003 și numit după zona deservită.
Situat la o altitudine de 198 m, aeroportul dispune de o singură pistă.